# میهای‌هازا

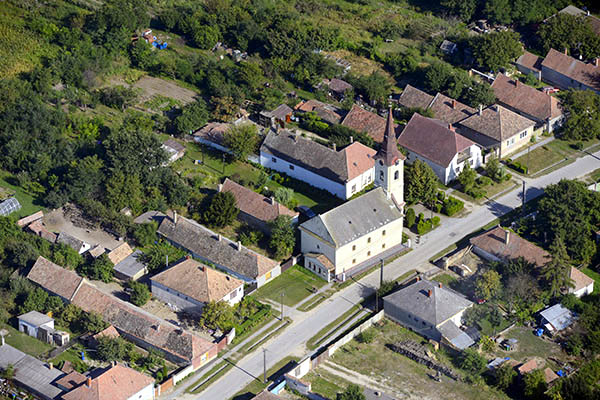
میهای‌هازا

میهای‌هازا (به مجاری:  Mihályháza) یک شهرداری در مجارستان است که در ناحیه پاپا واقع شده‌است. میهایهازا ۲۱٫۵۲ کیلومتر مربع مساحت و ۸۳۴ نفر جمعیت دارد.